# Karmel w Betlejem
Karmel w Betlejem – klasztor karmelitanek bosych w Betlejem, w którym zmarła i została pochowana św. Mariam Baouardy.
Historia karmelu rozpoczyna się 20 sierpnia 1875 roku, kiedy 10 karmelitanek z klasztoru w Pau, prowadzonych przez Weronikę od Męki Pańskiej, wśród których znajdowała się św. Mariam Baouardy, wyruszyło do Betlejem celem założenia karmelu. Kamień węgielny został położony 24 marca 1876 roku, na szczycie wzgórza Dawida, nad grotą namaszczenia Dawida na króla Izraela, w miejscu wybranym przez Mariam Baouardy. Klasztor został otwarty 21 listopada 1876 roku, jednak prace wykończeniowe trwały nadal. W ich trakcie, 26 sierpnia 1878 roku św. Mariam Baouardy zmarła w wyniku wypadku, którego doznała kilka dni wcześniej, pomagając robotnikom. Budowa kaplicy przyklasztornej rozpoczęła się w 1888 roku, kaplica ta została wyświęcona 9 listopada 1892 roku i nosi wezwanie św. Józefa.
Klasztor został zbudowany w kształcie okrągłej wieży, która w założeniu ma przypominać Wieżę Dawidową, zgodną z wizjami jakie miała św. Mariam Baouardy. Na terenie klasztoru znajduje się ekspozycja muzealna poświęcona w głównej mierze św. Mariam Baouardy, łącznie z zachowanym urządzeniem jej celi klasztornej.